# ماریا چیکا
ماریا چیکا (به انگلیسی: María Chica) یک کشتی بود.